# Королевский театр Ковент-Гарден
«Ко́вент-Га́рден» (Королевский театр в Ко́вент-Га́рдене, англ. Theatre Royal, Covent Garden) — театр в Лондоне, служащий местом проведения оперных и балетных спектаклей, публичная сцена Королевской оперы и Королевского балета. Расположен в районе Ковент-Гарден, по которому и получил название.
Современное здание театра — третье по счёту, расположенное на этом месте. Оно было построено в 1858 году и подверглось кардинальной реконструкции в 1990-е годы. Зал вмещает 2268 зрителей, ширина просцениума 12,2 м, высота — 14,8 м.

## История

### Первый театр

Интерьер первого театра «Ковент-Гарден»

Первый театр был построен на рубеже 1720—1730-х годов на месте расположенного здесь прежде парка по инициативе режиссёра и импресарио Джона Рича. Он открылся 7 декабря 1732 года спектаклем по пьесе Уильяма Конгрива «Так поступают в свете» (англ. The Way of the World). Перед спектаклем актёры торжественной процессией вошли в театр, внеся Рича на руках.
На протяжении почти столетия театр Ковент-Гарден был одним из двух лондонских драматических театров, поскольку ещё в 1660 году король Карл II разрешил постановку драматических спектаклей только в двух театрах (вторым был не менее знаменитый театр «Друри-лейн»). В 1734 году в «Ковент-Гардене» был поставлен первый балет — «Пигмалион» с Мари Салле в главной партии, танцевавшей, вопреки традиции, без корсета.
В конце 1734 года в «Ковент-Гардене» начали ставить оперы — прежде всего, сочинения Георга Фридриха Генделя, бывшего музыкальным руководителем театра: первой была поставлена его ранняя, хотя и сильно переработанная, опера «Верный пастух», затем в январе 1735 года последовала новая опера «Ариодант» и другие. В 1743 году здесь была исполнена оратория Генделя «Мессия», и в дальнейшем исполнение ораторий на религиозные темы в дни Великого Поста стало в театре традицией. На этой же сцене впервые были поставлены оперы Томаса Арна и оперы его сына, Майкла.

### Второй театр

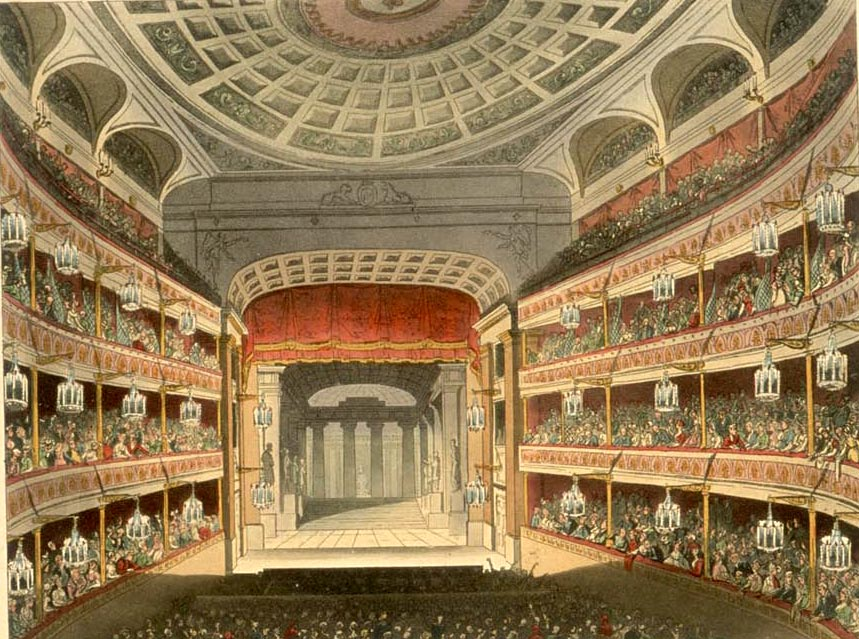
Интерьер второго театра «Ковент-Гарден»

В 1808 году театр «Ковент-Гарден» был уничтожен пожаром. Новое здание было возведено за первые девять месяцев 1809 года по проекту Роберта Смёрка и открылось 18 сентября постановкой «Макбета». Менеджмент театра поднял цены на билеты, чтобы окупить стоимость нового здания, однако публика на протяжении двух месяцев срывала спектакли постоянными криками, хлопками и свистом, в результате чего руководство театра вынуждено было вернуть цены к прежнему уровню.
В первой половине XIX века на сцене театра чередовались оперы, балеты, драматические постановки с участием выдающихся трагиков Эдмунда Кина и Сары Сиддонс, пантомима и даже клоунада (здесь выступал знаменитый клоун Джозеф Гримальди). Положение изменилось после того, как в 1846 году в результате конфликта в Королевском театре, значительная часть его оперной труппы во главе с дирижёром Майклом Коста перешла в «Ковент-Гарден»; зал был реконструирован, и 6 апреля 1847 года театр открылся вновь под названием Королевская итальянская опера постановкой оперы Россини «Семирамида».
Девять лет спустя, 5 марта 1856 года разразился пожар и театр сгорел во второй раз.

### Третий театр
Третий театр в Ковент-Гардене был построен в 1857—1858 годах по проекту архитектора Эдуарда Барри. Он открылся 15 мая 1858 года постановкой оперы Мейербера «Гугеноты».
Во время Первой мировой войны театр был реквизирован и использовался как склад. Во время Второй мировой войны в здании театра был танцзал.
После окончания войны, в 1945 году началось возрождение театра. Балетной труппе Нинет де Валуа, выступавшей в театре «Сэдлерс-Уэллс», было предложено оставить частную сцену Лилиан Бейлис и переехать сюда в качестве национального балета. В результате 20 февраля 1946 года театр открылся «Спящей красавицей» Чайковского в постановке Оливера Мессела. Одновременно началось создание оперной труппы, для которой театр Ковент-Гарден стал бы домашней сценой, — и 14 января 1947 года оперная труппа Ковент-Гардена, будущая Лондонская королевская опера, представила здесь оперу Бизе «Кармен».